# ميدل إيست مونيتور
ميدل إيست مونيتور (بالإنجليزية: Middle East Monitor)‏ هي منظمة مراقبة صحفيّة لا تهدف للربح.، تأسّست المنظمة في 1 تمّوز/يوليو 2009، وتُركّز المنظمة إلى حدٍ كبيرٍ على الصراع الإسرائيلي العربي ولكنها تكتب عن قضايا أخرى في الشرق الأوسط أيضا.

## الطاقم
لدى منظمة ميدل إيست مونيتور عددٌ من الموظفين والمساهمين وعلى رأسهم داوود عبد الله (القيادي في مبادرة المسلمين البريطانيين المرتبطة بجماعة الإخوان المسلمين) وإبراهيم هيويت وبن وايت كما يُعدّ طارق رمضان أحد أبرز المستشارين الفخريين في ميدل إيست مونيتور إضافةً إلى كونهِ محاضر في جامعة أوكسفورد؛ فضلًا عن كونهِ حفيد مؤسس جماعة الإخوان المسلمين حسن البنا.

## المنشورات
أُنشِأ قسم «ناشرون» للمنظمة وذلك في يونيو/حزيران من عام 2012. يكتبُ فيه عددٌ من المؤلفين ذوي الخبرة في قضايا الشرق الأوسط كما يُحاول هذا القسم أن يلعبَ دور منصّة للكتاب الجُدد أو المُفكّرين في المنطقة.

## انتقادات
وفقا لمعهد هدسون، فقد أنشأ المنظمة تابعون للإخوان المسلمين للتركيز بشكل رئيسي على الصراع الإسرائيلي الفلسطيني. إلا أنه بعد أحداث 2013 في مصر، «تحول الموقع الإلكتروني إلى التركيز على مصر، وبالتالي تزويد القراء الغربيين بوجهة نظر الإخوان المسلمين». وبحسب أندرو جيليجان، تروّج ميدل إيست مونيتور لوجهة نظر مؤيدة بقوة للإخوان المسلمين ولحماس.
وفقا لجريدة ذا ناشيونال الإماراتية، فإنه على الرغم من أن المنظمة تدعي تقديمها تغطية شاملة لأحداث المنطقة، إلا أنها تدعم علنا جماعة الإخوان المسلمين.